# Romeo (ロボット)

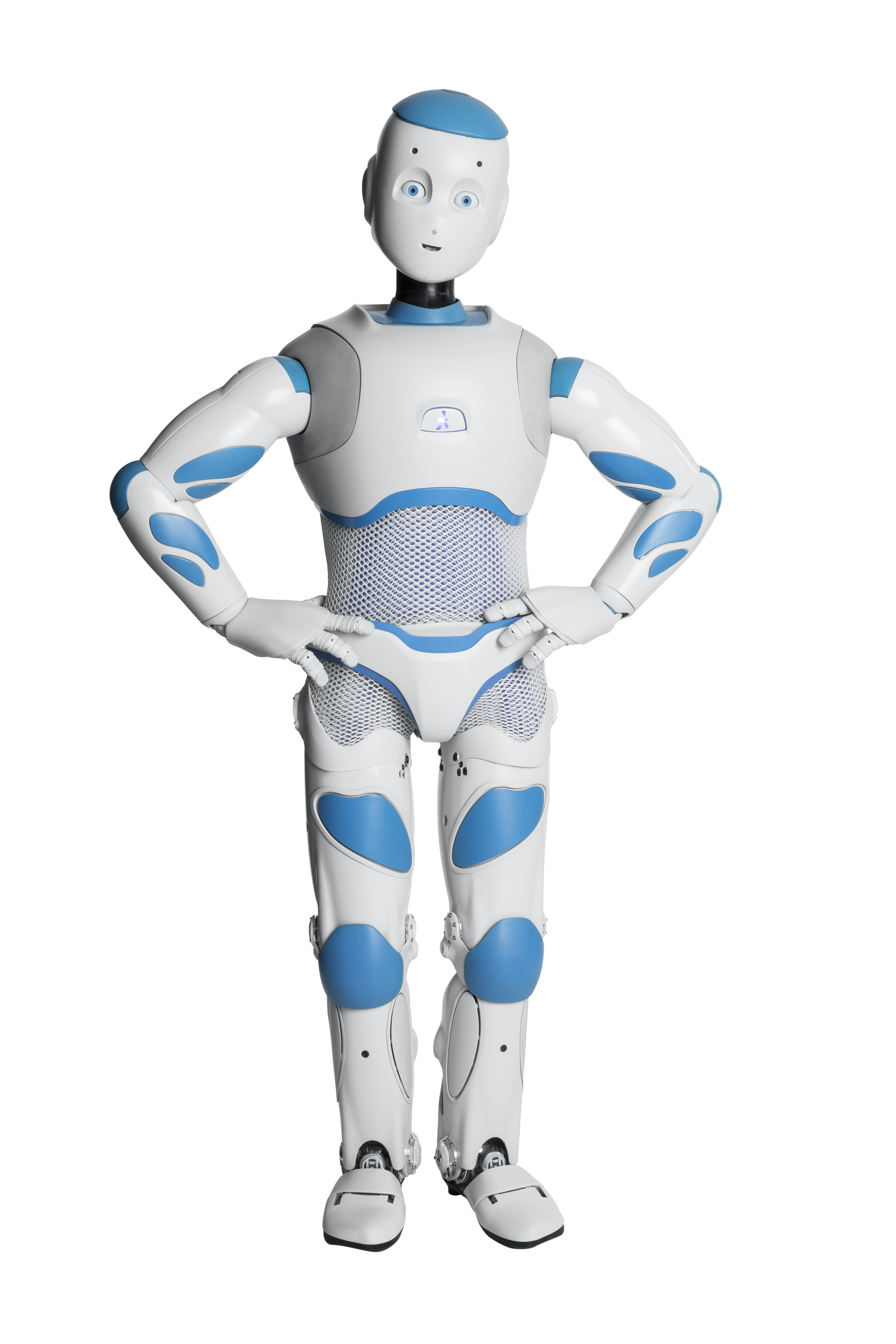
Romeoロボット

Romeo（発音はロミオまたはロメオ）は自立歩行する小型ヒューマノイドロボット。フランスのパリに拠点を置く アルデバランロボティクスを中心に開発されているが、プロジェクト開始から15年近く経った現在でも未完成のままであり、実用化の目処は立っていない。

## 概要
2008年3月高齢者や視覚障害者の支援ができる身長1.2～1.5mの二足歩行ロボットを開発しようという産学官共同のプロジェクトRomeoが構想された。

## プロジェクトRomeo
2009年1月に産業クラスターCap Digitalのもとに5社7研究所が集いプロジェクトが始動した。
- 民間企業
  - アルデバランロボティクス社
  - Acapela Group
  - As An Angel社
  - スピロップス社
  - Voxler社

- 研究機関
  - フランス国立情報学自動制御研究所(INRIA)
  - フランス国立科学研究センター(CNRS) 機械・エンジニアリング科学のための情報学研究室(LIMSI)
  - フランス国立科学研究センター(CNRS) 解析・システムアーキテクチャ研究所(LAAS)
  - コレージュ・ド・フランス 知覚・運動生理学研究室(LPPA)
  - 原子力・代替エネルギー庁(CEA) システム統合技術応用研究所(LIST)
  - ベルサイユ大学(UVSQ) システム工学研究所(LISV)
  - TélécomParisTech

開発費1000万ユーロ(約13億円)のうち半分は12組織が負担し、残りはイル＝ド＝フランス地域圏、パリ市、経済生産再建デジタル省競争力・産業・サービス総局(DGCIS)の補助金で賄われている。2012年に最初の試作機が発表された。高さ1,467mm、重量36.66kg、37自由度。OSはNAOqi。腕はドア開閉を想定し3キロ程度の負荷に耐えられる仕様。また、国立キャンズ ・ヴァン病院眼科センター パリ視覚研究所(Vision Institute)と協力し視覚障害者向け生活支援の研究が進められている。

## プロジェクトRomeo2
2012年11月16組織が参加しプロジェクトRomeo2が始動。
- 継続参加
  - Aldebaran Robotics社
  - SPIROPS社
  - VOXLER社
  - INRIA
  - CNRS-LIMSI
  - CNRS-LAAS
  - COLLÈGE DE FRANCE
  - CEA-LIST
  - CEA-LISTを母体とするHAPTION社
  - UVSQ-LISV
  - TELECOM PARISTECH

- 新規参加
  - ALL4TEC社
  - フランス国立科学研究センター(CNRS) モンペリエ情報ロボティクス・マイクロエレクトロニクス研究所(LIRMM)
  - Mines Paritech等による研究機関(ARMINES)
  - APPROCHE ASSOCIATION
  - ピエール・マリー・キュリー大学(UMPC) 知能ロボットシステム研究所(ISIR)
  - ストレートカレッジ

2015年頃に市販化予定。初期モデルの価格は研究機関向けに25万ユーロ(約3300万円)を想定している。